# Elecciones municipales de 2019 en Badalona
Las elecciones municipales de 2019 se celebraron en Badalona el domingo 26 de mayo, de acuerdo con el Real Decreto de convocatoria de elecciones locales en España dispuesto el 30 de marzo de 2019 y publicado en el Boletín Oficial del Estado el día 31 de marzo. Se eligieron los 27 concejales del pleno del Ayuntamiento de Badalona, a través de un sistema proporcional (método d'Hondt), con listas cerradas y un umbral electoral del 5 %.

## Resultados
Cinco de diez de las listas obtuvieron un resultado por encima del umbral del 5 % sobre el total de votos válidos necesario para entrar al reparto de escaños): la candidatura del Partido Popular, Guanyem-ERC, la coalición Partido de los Socialistas de Cataluña-Candidatura de Progreso, JuntsxBadalona y Badalona en Comú Podem. Estaban lideradas respectivamente por Xavier García Albiol, Maria Dolors Sabater i Puig, Alejandro Pastor López, David Torrents i Mingarro, y Aïda Llauradó Álvarez.
La candidatura del Partido Popular se mantuvo como la más votada en 28 de los 34 barrios del municipio (respecto al resto Guanyem-ERC fue la más votada en los seis restantes). El PP incrementó su número bruto de votos respecto a los anteriores comicios, pero con un aumento mayor en proporción de la participación, la candidatura obtuvo un escaño más que en las elecciones de 2015. El PSC recuperó dos concejales con respecto a las elecciones de 2015 después de la moción de censura realizada con los votos del PP 10 meses antes y casi un año de gobierno. Conforme a los resultados, la posibilidad de formación de un gobierno alternativo de izquierda quedaba abierta, dado que las fuerzas de izquierdas (que sumaban 15 de 27 escaños) pese a no mostrarse inicialmente a negociar un acuerdo que revalidase el anterior del año 2015, finalmente la candidatura Guanyem-ERC retiró su candidatura a la alcaldía y dio sus votos al PSC, para evitar el gobierno del Partido Popular.
Los resultados completos se detallan a continuación:
| Candidatura                                   | Candidatura | Votos   | %                               | Escaños                         |
| --------------------------------------------- | --- | ------- | ------------------------------- | ------------------------------- |
|                                               | Partido Popular (PP)                                                                                             | 37 506  | 37,78                           | 11                              |
|                                               | Guanyem Badalona en Comú-Esquerra Republicana de Catalunya-Avancem-Més-Acord Municipal (GBeC-ERC-Avancem-MES-AM) | 24 470  | 24,65                           | 7                               |
|                                               | Partit dels Socialistes de Catalunya-Candidatura de Progrés (PSC-CP)                                             | 19 902  | 20,05                           | 6                               |
|                                               | Badalona en Comú Podem-En Comú Guanyem (BComúP-ECG)                                                              | 8502    | 8,56                            | 2                               |
|                                               | Junts per Catalunya-Badalona (JxCAT-Junts)                                                                       | 5140    | 5,18                            | 1                               |
| Ciudadanos-Partido de la Ciudadanía (Cs)      | Ciudadanos-Partido de la Ciudadanía (Cs)                                                                         | 1772    | 1,79                            | 0                               |
| Tú Eres Badalona (TEB)                        | Tú Eres Badalona (TEB)                                                                                           | 1247    | 1,26                            | 0                               |
| Vox (Vox)                                     | Vox (Vox) | 391     | 0,39                            | 0                               |
| Assemblea Gent Transparent per Badalona (AGT) | Assemblea Gent Transparent per Badalona (AGT)                                                                    | 278     | 0,28                            | 0                               |
| Som Identitaris (SOMI)                        | Som Identitaris (SOMI)                                                                                           | 61      | 0,06                            | 0                               |
| Votos en blanco                               | Votos en blanco                                                                                                  | 526     | 0,84                            | n/a                             |
| Votos válidos                                 | Votos válidos | 100 129 | 100,00                          | 27                              |
| Votos nulos                                   | Votos nulos | 334     | Participación: \| \| 63,85 % \| | Participación: \| \| 63,85 % \| |
| Votantes                                      | Votantes | 100 129 | Participación: \| \| 63,85 % \| | Participación: \| \| 63,85 % \| |
| Electores                                     | Electores | 156 831 | Participación: \| \| 63,85 % \| | Participación: \| \| 63,85 % \| |
|                                               | 63,85 % |         |                                 |                                 |

## Concejales electos
Relación de concejales electos:
| N.º | Nombre                                | Lista | Lista               |
| --- | ------------------------------------- | ----- | ------------------- |
| 1   | Xavier García Albiol                  |       | PP                  |
| 2   | Maria Dolors Sabater i Puig           |       | Badalona en Comú-PA |
| 3   | Ramón Riera Macia                     |       | PP                  |
| 4   | Jordi Serra Isern                     |       | PSC-CP              |
| 5   | María Jesús Hervás Mínguez            |       | PP                  |
| 6   | Oriol Lladó i Esteller                |       | ERC                 |
| 7   | José Antonio Téllez i Oliva           |       | Badalona en Comú-PA |
| 8   | Sònia Egea Pérez                      |       | PP                  |
| 9   | Ferran Falcó Isern                    |       | CiU                 |
| 10  | Àlex Pastor López                     |       | PSC-CP              |
| 11  | Miguel Jurado Tejada                  |       | PP                  |
| 12  | Àlex Mañas Ballesté                   |       | ICV-EUA-EP-E        |
| 13  | Eulàlia Sabater i Díaz                |       | Badalona en Comú-PA |
| 14  | Juan Fernández Benítez                |       | PP                  |
| 15  | Juan Miguel López González            |       | Cs                  |
| 16  | Francesc Ribot i Cuenca               |       | ERC                 |
| 17  | Rosa Bertrán i Bartomeu               |       | PP                  |
| 18  | Conxita Botey Teruel                  |       | PSC-CP              |
| 19  | Javier López Cegarra                  |       | Badalona en Comú-PA |
| 20  | Daniel Gracia Álvarez                 |       | PP                  |
| 21  | Jordi Subirana Ortells                |       | CiU                 |
| 22  | Joan Walter Fibla                     |       | PP                  |
| 23  | Agnès Rotger i Dunyó                  |       | ERC                 |
| 24  | Rubén Guijarro Palma                  |       | PSC-CP              |
| 25  | Fàtima Taleb Moussaoui                |       | Badalona en Comú-PA |
| 26  | Cristina Agüera Gago                  |       | PP                  |
| 27  | María de los Ángeles Gallardo Borrega |       | ICV-EUA-EP-E        |